# Aporellula erigerontis
Aporellula erigerontis är en svampart som först beskrevs av Hans Sydow, och fick sitt nu gällande namn av B. Sutton 1986. Aporellula erigerontis ingår i släktet Aporellula, divisionen sporsäcksvampar och riket svampar.   Inga underarter finns listade i Catalogue of Life.